# Liste des monuments nationaux du district de Braga
Cet article recense les monuments nationaux du district de Braga, au Portugal.

## Liste
| Site                                              | Municipalité           | Identifiant | Coordonnées                        | Image |
| ------------------------------------------------- | ---------------------- | ----------- | ---------------------------------- | ----- |
| Pont de Prozelo (pt)                              | Amares                 | 69829       | 41° 36′ 58″ nord, 8° 20′ 33″ ouest |       |
| Pilori d'Amares (pt)                              | Amares                 | 70393       | 41° 37′ 51″ nord, 8° 21′ 03″ ouest |       |
| Pont de Rodas (pt)                                | Amares                 | 70653       | 41° 40′ 22″ nord, 8° 22′ 58″ ouest |       |
| Monumento castrejo de Santa Maria de Galegos (pt) | Barcelos               | 69708       | 41° 34′ 07″ nord, 8° 34′ 12″ ouest |       |
| Église Santa Maria de Abade de Neiva (pt)         | Barcelos               | 70392       | 41° 33′ 19″ nord, 8° 38′ 21″ ouest |       |
| Château de Faria (pt)                             | Barcelos               | 70488       | 41° 29′ 48″ nord, 8° 38′ 50″ ouest |       |
| Tour de Porta Nova (pt)                           | Barcelos               | 70515       | 41° 31′ 51″ nord, 8° 37′ 11″ ouest |       |
| Solar dos Pinheiros (pt)                          | Barcelos               | 70516       | 41° 31′ 43″ nord, 8° 37′ 22″ ouest |       |
| Palais des comtes de Bragance (pt)                | Barcelos               | 70517       | 41° 31′ 41″ nord, 8° 37′ 20″ ouest |       |
| Pont de Barcelos (pt)                             | Barcelos               | 70518       | 41° 31′ 38″ nord, 8° 37′ 20″ ouest |       |
| Église Matriz de Barcelos (pt)                    | Barcelos               | 70556       | 41° 31′ 43″ nord, 8° 37′ 19″ ouest |       |
| Église et tour de Manhente (pt)                   | Barcelos               | 70636       | 41° 32′ 38″ nord, 8° 34′ 25″ ouest |       |
| Église de Vilar de Frades (pt)                    | Barcelos               | 70698       | 41° 32′ 25″ nord, 8° 33′ 24″ ouest |       |
| Thermes romains de Maximinos                      | Braga                  | 69713       | 41° 32′ 47″ nord, 8° 25′ 47″ ouest |       |
| Pont de Prozelo (pt)                              | Braga                  | 69829       | 41° 36′ 58″ nord, 8° 20′ 33″ ouest |       |
| Croix de Tibães                                   | Braga                  | 70175       | 41° 33′ 28″ nord, 8° 28′ 44″ ouest |       |
| Chapelle São Frutuoso de Montélios                | Braga                  | 70191       | 41° 33′ 37″ nord, 8° 26′ 19″ ouest |       |
| Croix de Campo das Hortas (pt)                    | Braga                  | 70319       | 41° 32′ 56″ nord, 8° 25′ 45″ ouest |       |
| Arc de Porta Nova                                 | Braga                  | 70320       | 41° 33′ 01″ nord, 8° 25′ 45″ ouest |       |
| Bornes milliaires de Braga                        | Braga                  | 70321       | 41° 32′ 47″ nord, 8° 25′ 40″ ouest |       |
| Cathédrale de Braga                               | Braga                  | 70462       | 41° 33′ 00″ nord, 8° 25′ 38″ ouest |       |
| Castro de Monte Redondo                           | Braga                  | 70483       | 41° 28′ 29″ nord, 8° 26′ 48″ ouest |       |
| Monastère São Martinho de Dume (pt)               | Braga                  | 70575       | 41° 34′ 04″ nord, 8° 26′ 08″ ouest |       |
| Pont de Prado (pt)                                | Braga                  | 70616       | 41° 35′ 45″ nord, 8° 27′ 46″ ouest |       |
| Fontaine de l'Idole                               | Braga                  | 70635       | 41° 32′ 55″ nord, 8° 25′ 19″ ouest |       |
| Maison et chapelle de Coimbras                    | Braga                  | 70651       | 41° 33′ 00″ nord, 8° 25′ 29″ ouest |       |
| Donjon de Braga (pt)                              | Braga                  | 70652       | 41° 33′ 05″ nord, 8° 25′ 26″ ouest |       |
| Sept Sources                                      | Braga                  | 156333      | 41° 34′ 10″ nord, 8° 24′ 14″ ouest |       |
| Bornes milliaires de Braga                        | Braga                  | 6723308     | 41° 32′ 47″ nord, 8° 25′ 40″ ouest |       |
| Sanctuaire de Santa Maria Madalena                | Braga                  | 18286438    | 41° 31′ 20″ nord, 8° 23′ 16″ ouest |       |
| Tombe de l'archevêque Diogo de Sousa              | Braga                  | 21301840    | 41° 33′ 01″ nord, 8° 25′ 38″ ouest |       |
| Pont de Cavez do Rio Tâmega (pt)                  | Cabeceiras de Basto    | 71103       | 41° 30′ 50″ nord, 7° 53′ 28″ ouest |       |
| Château d'Arnóia (pt)                             | Celorico de Basto      | 70274       | 41° 21′ 49″ nord, 8° 03′ 07″ ouest |       |
| Église São Romão d'Arões (pt)                     | Fafe                   | 69833       | 41° 27′ 22″ nord, 8° 13′ 02″ ouest |       |
| Citânia de Sabroso                                | Guimarães              | 69792       | 41° 30′ 43″ nord, 8° 20′ 30″ ouest |       |
| Ara de Trajan                                     | Guimarães              | 69818       | 41° 29′ 14″ nord, 8° 20′ 38″ ouest |       |
| Église São Domingos d'Oliveira                    | Guimarães              | 69843       | 41° 26′ 33″ nord, 8° 17′ 49″ ouest |       |
| Padrão de Jean Ier (pt)                           | Guimarães              | 69844       | 41° 26′ 29″ nord, 8° 18′ 04″ ouest |       |
| Bornes milliaires de Braga                        | Guimarães              | 70130       | 41° 26′ 34″ nord, 8° 17′ 48″ ouest |       |
| Chapelle de São Torcato (pt)                      | Guimarães              | 70162       | 41° 29′ 02″ nord, 8° 15′ 31″ ouest |       |
| Palais municipal de Guimarães                     | Guimarães              | 70508       | 41° 26′ 36″ nord, 8° 17′ 35″ ouest |       |
| Église de Nossa Senhora da Oliveira               | Guimarães              | 70509       | 41° 26′ 34″ nord, 8° 17′ 33″ ouest |       |
| Padrão do Salado                                  | Guimarães              | 70510       | 41° 26′ 34″ nord, 8° 17′ 34″ ouest |       |
| Château de Guimarães                              | Guimarães              | 70511       | 41° 26′ 52″ nord, 8° 17′ 26″ ouest |       |
| Église de São Miguel do Castelo (pt)              | Guimarães              | 70512       | 41° 26′ 50″ nord, 8° 17′ 27″ ouest |       |
| Palais des ducs de Bragança (pt)                  | Guimarães              | 70513       | 41° 26′ 48″ nord, 8° 17′ 28″ ouest |       |
| Pont de Serves (en)                               | Guimarães              | 70514       | 41° 25′ 13″ nord, 8° 22′ 39″ ouest |       |
| Pont des Taipas (en)                              | Guimarães              | 70560       | 41° 28′ 55″ nord, 8° 20′ 42″ ouest |       |
| Croix de Nossa Senhora da Guia                    | Guimarães              | 70561       | 41° 26′ 33″ nord, 8° 17′ 33″ ouest |       |
| Murailles de Guimarães                            | Guimarães              | 70562       | 41° 26′ 37″ nord, 8° 17′ 30″ ouest |       |
| Église Santa Cristina de Serzedelo                | Guimarães              | 70596       | 41° 24′ 09″ nord, 8° 22′ 06″ ouest |       |
| Église Matriz de São Martinho de Candoso (pt)     | Guimarães              | 71099       | 41° 25′ 34″ nord, 8° 20′ 07″ ouest |       |
| Citânia de Briteiros                              | Guimarães              | 74371       | 41° 31′ 39″ nord, 8° 18′ 57″ ouest |       |
| Centre historique de Guimarães                    | Guimarães              | 331951      | 41° 26′ 27″ nord, 8° 17′ 41″ ouest |       |
| Sanctuaire de Santa Maria Madalena                | Guimarães              | 18286438    | 41° 31′ 20″ nord, 8° 23′ 16″ ouest |       |
| Église de Fontarcada (pt)                         | Póvoa de Lanhoso       | 70232       | 41° 34′ 45″ nord, 8° 14′ 44″ ouest |       |
| Pont de Mem Gutierres (pt)                        | Póvoa de Lanhoso       | 70413       | 41° 34′ 36″ nord, 8° 09′ 59″ ouest |       |
| Château de Lanhoso                                | Póvoa de Lanhoso       | 70593       | 41° 35′ 13″ nord, 8° 16′ 53″ ouest |       |
| Via Nova                                          | Terras de Bouro        | 69709       | 41° 47′ 12″ nord, 8° 09′ 44″ ouest |       |
| Calvaire de Campo do Gerês (pt)                   | Terras de Bouro        | 71098       | 41° 44′ 59″ nord, 8° 11′ 50″ ouest |       |
| Église Santa Eulália d'Arnoso (pt)                | Vila Nova de Famalicão | 69817       | 41° 28′ 01″ nord, 8° 31′ 21″ ouest |       |
| Pont de Lagoncinha (pt)                           | Vila Nova de Famalicão | 69842       | 41° 20′ 56″ nord, 8° 31′ 12″ ouest |       |
| Vieux pont de Vizela                              | Vizela                 | 70480       | 41° 23′ 05″ nord, 8° 17′ 17″ ouest |       |